# Parafia św. Marii Magdaleny w Rabce-Zdroju
Parafia św. Marii Magdaleny w Rabce-Zdroju – parafia rzymskokatolicka należąca do dekanatu Rabka, w archidiecezji krakowskiej. 
Parafia została utworzona około 1557, stary kościół wzniesiono na początku XVII wieku. Nowy kościół parafialny został wybudowany w 1908, konsekrowany w 1923. Mieści się przy ulicy Orkana.

## Proboszczowie
- ks. Jakub Zych (1896–1917)[1]
- ks. Jan Surowiak (1917–1937)[1]
- ks. Mateusz Zdebski (1937–1976)[1]
- ks. Tadeusz Janikowski (1976–1999)[1]
- ks. Paweł Duźniak (1999–2023)[1]
- ks. Piotr Iwanek (od 2023)[2]